# Robert Oblacjonariusz
Robert (zm. między 1001 a 1026) – kardynał diakon i oblacjonariusz Świętego Kościoła Rzymskiego za pontyfikatów Grzegorza V (996-999) i Sylwestra II (999-1003). Przypuszczalnie Niemiec z pochodzenia. Jest poświadczony w dokumentach cesarza Ottona III datowanych 9 kwietnia 998 i 4 kwietnia 1001. W 1000 roku był legatem papieskim w Polsce i uczestniczył, jako przedstawiciel papieża, w synodzie gnieźnieńskim, na którym ustanowiono metropolię w Gnieźnie i trzy podległe jej biskupstwa. Po raz ostatni jest poświadczony na synodzie w Todi 27 grudnia 1001. Data jego śmierci nie jest znana, jego następca na stanowisku oblacjonariusza jest udokumentowany dopiero w grudniu 1026.